# Ar 79 (航空機)
アラド Ar 79
- 用途：練習機、アクロバット機
- 製造者：アラド
- 運用開始：1938年

アラド Ar 79（Arado Ar 79）は、1930年代のドイツのアクロバット可能な複座練習機、ツーリング機である。
Ar 79は引き込み可能な尾輪式降着装置を持った単葉機である。主翼は合板を羽布で覆い、前部胴体は鋼管を羽布で覆っており、後部胴体はモノコック構造であった。

## 運用の歴史
Ar 79は1938年に幾つかの速度記録を樹立した。
- 7月15日に単独で1,000kmを平均229.04 km/hで飛行した。
- 7月29日に2,000 kmを平均227.029 km/hで飛行した。
- 12月29日から12月31日にかけ、投棄式の106 L 増槽とキャビン背部に520 L増加タンクを装備したAr 79の改造機が、リビアのベンガジからインドのガヤー（Gaya）までの6,303 km（3917 マイル）の距離を、平均速度160 km/h（99 mph）にて無着陸飛行した。

## 要目
- 乗員：2名

3面図

- 全長：7.62 m (25 ft 0 in)
- 全幅：10.00 m (32 ft 9.5 in)
- 全高：1.87 m (6 ft 10.5 in)
- 翼面積：14.00 m2 (150.7 ft2)
- 空虚重量：460 kg (1014 lb)
- 運用重量：760 kg (1676 lb)
- エンジン：1 ×
- 最大速度：230 km/h (143 mph)
- 巡航速度：205 km/h (127 mph)
- 巡航高度：5,500 m (18,040 ft)
- 航続距離：1,025 km (636 miles)
- 上昇率 :